# Wilhelm Reischenbeck
Wilhelm Reischenbeck (ur. 23 czerwca 1902 w Monachium, zm. 13 listopada 1962 w Fürstenfeldbrucku) – zbrodniarz hitlerowski, członek załogi obozów koncentracyjnych Auschwitz-Birkenau i Mauthausen-Gusen oraz SS-Obersturmführer. Członek SA i DAF.

## Życiorys
Z zawodu był kupcem. Został odznaczony Orderem Krwi za udział w puczu monachijskim. W latach 1944–1945 pełnił funkcję komendanta kompanii wartowniczej w obozie Auschwitz-Birkenau. W styczniu 1945 podczas ewakuacji obozu, w trakcie marszu śmierci do Wodzisławia Śląskiego, brał aktywny udział w rozstrzeliwaniu więźniów niezdolnych do dalszej drogi. Następnie Reischenbeck pełnił dowódcy kompanii wartowniczej w Melk, podobozie Mauthausen-Gusen. I tu ponosił współodpowiedzialność za zabójstwa dokonywane na więźniach podczas ewakuacji, która miała miejsce w kwietniu 1945 do innego podobozu Mauthausen – Ebensee.
Po zakończeniu wojny stanął przed zachodnioniemieckim Sądem w Monachium za zbrodnie popełnione podczas ewakuacji Auschwitz i Melk. 22 października 1958 Reischenbeck skazany został na 10 lat pozbawienia wolności.